# باشاليك سكوتاري
باشاليك سكوتاري (1757–1831)، المعروف أيضًا باسم باشاليك بوشاتي، كان باشاليك ألبانيًا ضمن الدولة العثمانية تحكمه عائلة بوشاتي. عاصمته كانت شكودر، وحكمت مناطق من ألبانيا الحالية وجزء كبير من الجبل الأسود الحالي.
في ذروتها، خلال حكم قره محمود باشا بوشاتي، ضم الباشاليك معظم ألبانيا وكوسوفو ومقدونيا الغربية وجنوب شرق صربيا ومعظم الجبل الأسود. حتى عام 1830، كانت الباشاليك تسيطر على معظم هذه الأراضي.

## الخلفية
تراجع سلطة الدولة العثمانية المركزية ونظام تيمار للملكية الزراعية أدى إلى حالة من الفوضى في مناطق ألبانيا ضمن الإمبراطورية. في أواخر القرن الثامن عشر، برزت مركزان للسلطة الألبانية: شكودر تحت حكم عائلة بوشاتي، وجانينا تحت حكم علي باشا تبيلي. تعاونت هاتان المنطقتان مع الباب العالي وأحيانًا تحدتهما وفق مصالحهما.

## التاريخ
تم تأسيس نفوذ البوشاتي بين 1757 و1775 على يد محمد باشا بوشاتي، المعروف بـ"بوشاتلي محمد باشا الكبير". في 1757، أعلن نفسه باشا شكودر بعد القضاء على عائلتين منافستين. قام بتحويل سنجق شكودر إلى باشاليك شبه مستقل، وحاز على تقدير من إسطنبول لمساهمته في القضاء على القرصنة العربية والبربرية في بحر الأدرياتيك. وسع نفوذه شمال شرقاً ورفض دفع الضرائب للباب العالي.
تابع ابنه الثالث وخليفته قره محمود باشا بوشاتي سياسة التوسع العسكري، وفرض سيطرته على شمال ألبانيا حتى توسكيريا وكوسوفو. شن هجومين على الجبل الأسود (1785، 1796) وعلى البندقية انتقامًا لباي تونس. هزم عدة حملات عثمانية أرسلت لإخضاعه، وأجبر قبائل الجبل الأسود على دفع الجزية. أقام علاقات مع الإمبراطورية النمساوية والروسية، وتلقى وعدًا من فيينا باعترافه كحاكم لألبانيا مقابل تحالف ضد الباب العالي، لكنه قتل مبعوثي فيينا وأرسل رؤوسهم إلى إسطنبول وعاد بالولاء للسُلطان.
في 1796، هُزم في معركة كروسي على يد قبائل الجبل الأسود، وقتل فيها. شكل موته بداية تراجع حكم الباشاليك.
خلفه إبراهيم باشا بوشاتي الذي تعاون مع الإمبراطورية حتى وفاته عام 1810. عُين بييلربيي رومليا وقاد حملات عسكرية ضد الصرب.
خلال حرب روسيا-العثمانية 1828-1829، وسّع مصطفى باشا بوشاتي أراضي الباشاليك. أمر السلطان محمود الثاني بفرض قوات في المنطقة، لكن مصطفى رفض، مما أدى إلى مواجهة عسكرية بين الجيشين العثماني والألباني، انتهت بانتصار العثمانيين وتراجع مصطفى إلى شكودر.
انتهى حكم أسرة بوشاتي في 1831 بعد حصار قلعة روزافا في شكودر على يد الجيش العثماني بقيادة محمد رشيد باشا، حيث استسلم آخر الباشاوات مصطفى بوشاتي الذي ثار على السلطان، مما أدى إلى حل الباشاليك.

## ما بعد الباشاليك
في 1867، دمج سنجق سكودرا مع سنجق إسكوب (سكوبيا) لتكوين إياليت سكوتاري، والذي قُسم إلى ثلاثة سنجقات: إشكودر (شكودر)، بريزرن، وديبرا. في 1877، نُقل سنجق بريزرن إلى ولايت كوسوفو، وسنجق ديبرا إلى ولايت موناستير. بعد ذلك، انقسم سنجق سكودر إلى سنجق سكودر وسنجق دراش (ديراس).